# Tran (Åtvids socken, Östergötland, 645234-150763)
Tran är en sjö i Åtvidabergs kommun i Östergötland och ingår i Storåns huvudavrinningsområde. Sjön har en area på 0,662 kvadratkilometer och ligger 110,3 meter över havet.

## Delavrinningsområde
Tran ingår i det delavrinningsområde (645103-150810) som SMHI kallar för Nedlagd mätstation. Medelhöjden är 120 meter över havet och ytan är 3,95 kvadratkilometer. Det finns inga avrinningsområden uppströms utan avrinningsområdet är högsta punkten. Vattendraget som avvattnar avrinningsområdet har biflödesordning 2, vilket innebär att vattnet flödar genom totalt 2 vattendrag innan det når havet efter 50 kilometer. Avrinningsområdet består mestadels av skog (77 procent). Avrinningsområdet har 0,66 kvadratkilometer vattenytor vilket ger det en sjöprocent på 16,7 procent.